# Arisbe
Arisbe (in greco antico Ἀρίσβη) o Arisba e a volte chiamata Ida è un personaggio della mitologia greca, figlia del veggente Merope di Percote.
Fu la prima moglie di Priamo.

## Il mito

### Le origini
Arisbe era la figlia di Merope Percosio, noto per la sua veggenza, ed ebbe per fratelli Adrasto e Anfio.
Sposò Priamo quando questi non era ancora re di Troia; subito dopo la nascita del loro figlio Esaco, Priamo la ripudiò. All'epoca del matrimonio, i due erano giovanissimi.
Dopo aver divorziato, Priamo scelse come sposa Ecuba, figlia di Dimante, re della Frigia, mentre Arisbe divenne moglie di Irtaco che la rese madre di due maschi, Asio (fondatore e primo re della città di Arisbe) e Niso.
Irtaco e Arisbe appena sposati si stabilirono sul monte Ida dove allevarono i propri figli che divennero ottimi cacciatori; Asio e Niso avrebbero in seguito partecipato alla guerra di Troia con i due zii materni.
Nell'Eneide, Irtaco è detto anche padre di Ippocoonte, ma non che Arisbe sia la madre.

### Durante la guerra di Troia
In seguito alla morte di Paride, dopo che Deifobo fu preferito a Eleno come nuovo sposo di Elena, questi preferì rifugiarsi sul monte Ida presso Arisbe.